# Marques de Souza
Marques de Souza es un municipio brasileño del estado de Rio Grande do Sul. Tiene una población estimada, en 2021, de 3981 habitantes.
Est ubicado a una latitud de 29º19'39" sur y una longitud de 52º05'33" oeste, a una altitud de 69 metros sobre el nivel del mar.
Ocupa una superficie de 125,71 km².

## Lengua minoritaria regional
- Riograndenser Hunsrückisch